# Ioannis Dimakopoulos

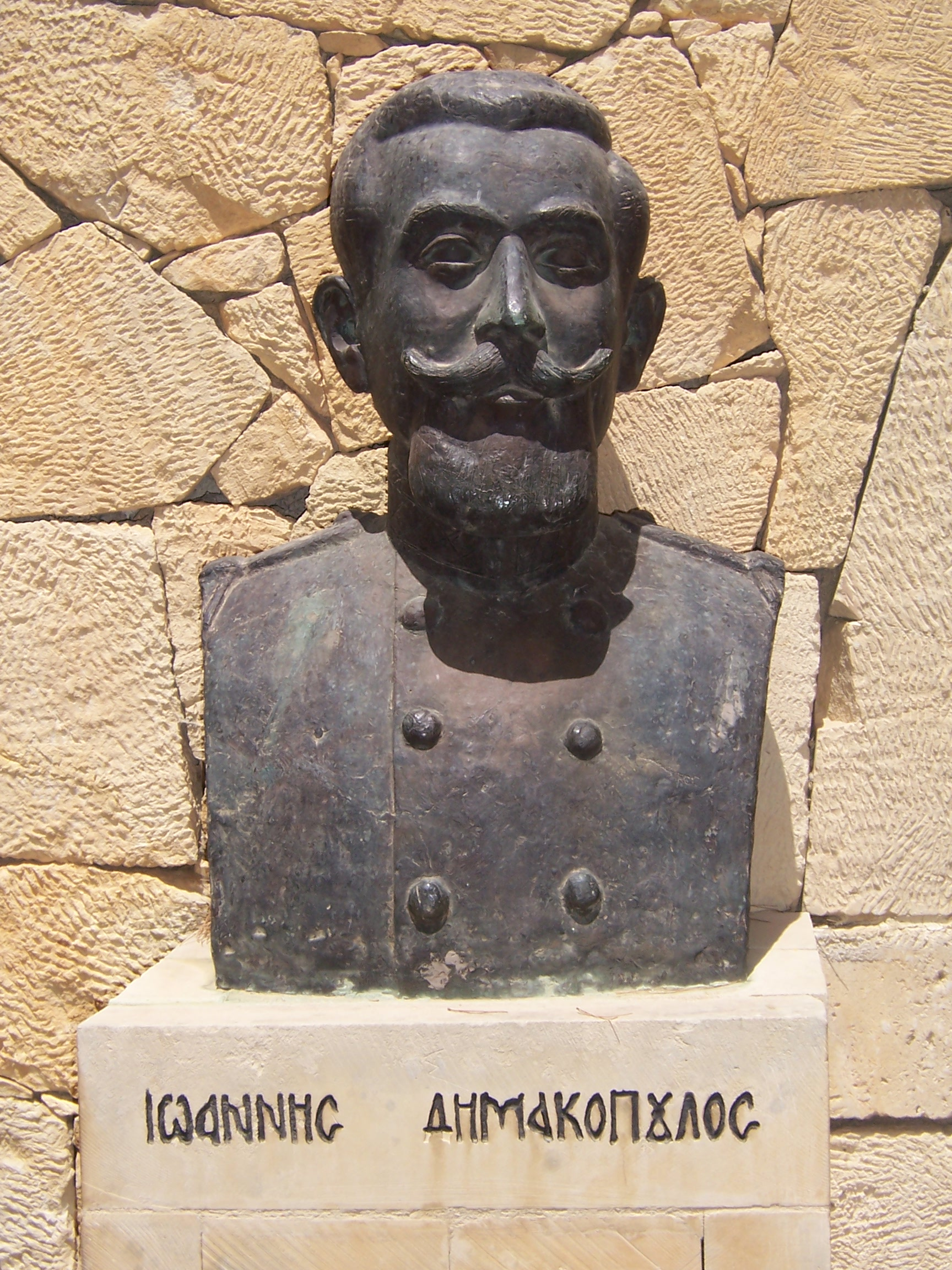
Ioannis Dimakopoulos

Ioannis Dimakopoulos (Grieks: Ιωάννης Δημακόπουλος) (1833 - 1866) was een Griekse onderluitenant.
Dimakopoulos genoot een opleiding aan de Militaire Academie "Evelpidon". Samen met Panos Koronaios belandde hij in Rethimnon om de Kretenzische Opstand van 1866 te helpen organiseren vanuit het Arkadi Klooster. Kort na het vertrek van Panos Koronaios uit het klooster werd hij benoemd tot garnizoenscommandant. Hij werd krijgsgevangen gemaakt en omgebracht door de Turken onmiddellijk na de offerbrand van het Arkadi-klooster.